# 托马斯·哈佩
托马斯·哈佩（德語：Thomas Happe，1958年3月25日—），德国男子手球运动员。他曾代表西德参加1984年夏季奥林匹克运动会手球比赛，获得一枚银牌，他在其中五场比赛中有上场。